# Сатьяваті

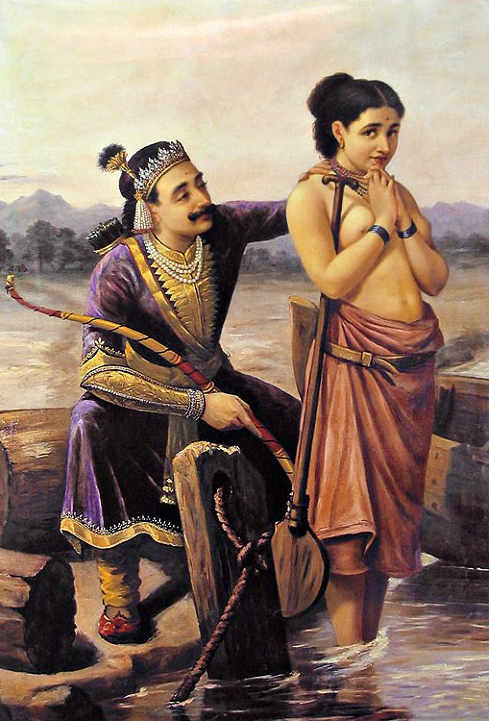
Шантану і Сатьяваті. Картина Раджі Рави Варми

Сатьяваті (санскр. सत्यवती; Satyvatî = «справжня правдива») — царівна династії Куру, дружина царя Шантану і прабабуся Пандавів і Кауравів - двох конкуруючих династій у давньоіндійському епосі «Магабгарата». Згідно з Пуранами, Сатьяваті була дочкою правителя царства Чеди — Упарічара з роду Васу й риби, яка насправді була апсарою, що мала ім'я Адріка.

## «Магабгарата»
Сатьяваті виросла як прийомна дочка в сім'ї рибалки, на ім'я Дасараджа. У ранні роки Сатьяваті була відома під ім'ям Матсьягандха («пахне рибою»), а в похилому віці — під ім'ям Йоджанагандха. Будучи зовсім юної, вона зустріла мандрівного мудреця Парашара і народила від нього сина В'ясу. Юна дівчина поступилася домаганням відлюдника на двох умовах: він позбавить її від поганого риб'ячого запаху, і її невинність буде збережена. В'яса народився в глибокій таємниці, на острові посеред річки Ямуни.
Одного разу цар Шантану, переправляючись через Ямуна, залучений прекрасним ароматом (дар Парашара), зустрів і закохався в Сатьяваті. Її прийомний батько — Дасараджа, погодився видати дочку заміж за Шантану тільки за умови, що народжений Сатьяваті син успадкує престол. Шантану не міг дати подібної обіцянки, оскільки це було б несправедливо щодо його сина Бхишма, народженого від Ганги. Бхишма, однак, прийшов на виручку своєму батькові й пообіцяв відмовитися від усіх претензій на трон на користь дітей Сатьяваті. Щоб ще сильніше переконати недовірливого Дасараджу, Бхишма пообіцяв до кінця життя бути брахмачарі, тобто дав обітницю довічного целібату. Таким чином, у Бхішми не могло бути нащадків, котрі намагалися б захопити престол.
У Шантану і Сатьяваті народилося двоє синів: Чітрангада і Вічітравірья. Після смерті Шантану, Сатьяваті разом зі своїми синами й за допомогою Бхішми стала керувати царством. Войовничий Чітрангада загинув молодим у сутичці з гандхарвами, a помазаний на царство Вічітравірья помер бездітним. Однак її перший син, святий відлюдник В'яса, на вимогу цариці й відповідно до звичаю нійога зачав дітей в лоні двох дружин Вічітравірьї — Амбіки і Амбаліки. Через багато років, коли почалася ворожнеча Пандавів з Кауравами, В'яса попередив стару царицю, що настає час кривавих міжусобиць і беззаконня. За порадою праведного сина Сатьяваті разом із невістками Амбікою й Амбалікою пішла в ліс, де незабаром всі троє закінчили своє земне життя.

## Літературні джерела та назви
Мало сказано про Сатьяваті в Магабгараті; проте пізніші тексти — "Харівамса" і "Деві Бхагавата Пурана" — деталізують її легенду. 
Сатьяваті відома численними іменами в Магабгараті, серед яких Дасейї, Гандхакалі, Гандхаваті, Калі, Матісягандха, Сатья, Васаві та Йоджанагандха. використовуваними її пасинком Бхішмою для звернення до неї — означають дочку рибальського царя Даса, оскільки цар прийняв її за власну дитину. Васаві означає "дочка царя Васу". Її народжене ім’я "Калі" (темне) вказує на її темну шкіру обличчя. Інше, Сатьяваті, означає "правдива". Сатья означає "правдивість". Як зазначалося вище, в минулому житті вона також була відома як "Мацягандха" або "Мацяганді" і Гандхакалі ("ароматний темний"), "Гандхаваті" і "Йоджанаганда" в подальшому житті.

## Народження та раннє життя
Згідно з "Харівамса", Сатьяваті в попередньому житті була Ачходою, дочкою питрів (предків) і прокляла, що народилася на землі. "Магабгарата", "Харівамса" і "Деві Бхагавата Пурана" стверджують, що Сатьяваті — дочка проклятої апсари (небесна німфа) на ім'я Адріка. Вона була перетворена за допомогою прокляття в рибу і жила в річці Ямуна.
Згідно з легендою, Васу (також відомий як Упарікара Васу), король Чеді, був у мисливській експедиції, коли в нього був оргазм, мріючи про дружину. За допомогою орла він відправив сперму до своєї цариці, але через бійку в повітрі з іншим орлом сперма впала в річку і її проковтнула проклята риба Адріка. Отже, риба завагітніла. Незабаром рибалка спіймав вагітну рибу і розрізав її, щоб знайти в утробі риби двох немовлят, одного самця та одну самку. Рибалка подарував дітей королю, який утримував дитину-самця. Хлопчик виріс та став королем Маця, засновником Царства Маця. Цар повернув дитину-жінку до рибалки, назвавши її "Маця-гандха" ("Вона пахне рибою"). Рибалка виховував дівчину як свою дочку і назвав її "Калі" ("темна") через її колір обличчя. З часом Калі здобула назву "Сатьяваті" ("правдива"). Рибалка також був поромником, перевозив людей через річку у своєму човні. Сатьяваті допомагала батькові з роботою і згодом виросла прекрасною дівою. 

## Шлюб із Шантану
Одного разу Шантану, Куру цар Гастінапур, прийшов у ліс на полювання і був зачарований ароматом мускусу, що вийшов від Сатьяваті. Захоплений своїм солодким ароматом, Шантану дійшов до будинку Сатьяваті й, побачивши її, закохався з першого погляду. Король попросив головного рибалки за руку дочки; рибалка Душарадж сказав, що його дочка вийде заміж за царя, якщо — і лише якщо — її сини успадкують трон. 
Король, шокований і зневірений, повернувся до палацу, оскільки вже помазав сина [Деваврату], як очевидного спадкоємця. Деваврата був пригнічений станом батька; він дізнався про обіцянку, яку просив рибалка-шеф у міністра. Одразу Деваврата кинувся до хати начальника рибалки й просив руку Сатівати від імені батька. Рибалка повторив свій стан і сказав Девавраті, що тільки Шантану гідний Сатьявати; він відхилив пропозиції одруження навіть від Асіта.
Деваврата відмовився від своєї претензії на престол на користь сина Сатьяваті, але рибалка стверджував, що діти Деваврата можуть оскаржити вимоги його онука. Деваврата поступово обіцяв "страшну" обітницю Брахмачаря — безшлюбність. Рибалка негайно віддав Сатьяваті Девавраті, якого відтепер називали Бхішмою ("страшним"). Бхишма подарував Сатьяваті Шантану, який одружився з нею. 
У «Деві Бхагавата Пурана» дошлюбний первісток Сатьяваті, В'яса, скаржиться на те, що мати покинула його відразу після народження. Він повертається на батьківщину в пошуках своєї матері, яка, як він з'ясував, зараз королева Хастінапура.